# 张洪钺
张洪钺（1936年—），男，江苏苏州人，中国航空陀螺及惯性导航专家，曾任北京航空学院教授、博士生导师。